# Війни клонів
Війни клонів (англ. Clone Wars) — це військовий конфлікт у франшизі «Зоряних війн», створеній Джорджем Лукасом. Війна відбувається між Галактичною Республікою та Конфедерацією незалежних систем (Сепаратистами) за підтримки Торгової Федерації. Основоположником війни став Верховний канцлер Шив Палпатін, також знаний як Дарт Сідіус, темний Лорд ситхів.
Вперше «Війни клонів» згадувались ще в оригінальному фільмі Зоряних війн 1977 року. Сама війна не зображувалась до виходу «Атаки клонів» (2002) та «Помста ситхів» (2005). Основні події війни були зображені в однойменному мультфільмі та мультсеріалах 2003 року та 2008 року. Також війна фігурує у численних книгах, коміксах та іграх про Зоряні війни.
Війни клонів тривала три роки. Основною причиною війни стала спроба запобігти виходу з Галактичної Республіки тисячі планетарних систем, які утворювали «Конфедерацію незалежних систем», часто згадуваних як «сепаратисти». Республіка використовує армію солдатів-клонів, яку очолює Орден джедаїв, проти армії бойових дроїдів сепаратистів. Конфлікт був зрежисований Верховним канцлером Республіки Палпатіном, таємним лордом ситхів, який таємно маніпулював війною під час першої битви на планеті Джеонозис. Палпатін у підсумку прагне знищити всіх джедаїв, щоб узурпувати владу, і наприкінці війни віддає клонам наказ «66» (знищення джедаїв). Це дозволило йому отримати повну владу над Республікою, і в зрештою перетворити демократичну Галактичну Республіку в автократичну Галактичну Імперію, яка контролювалася за допомогою військово-промислового комплексу, і була показана в оригінальній трилогії.
Лукас використав історію Війн клонів, щоб відповісти на запитання про оригінальну трилогію, наприклад, як виникла Імперія та як Енакін Скайвокер став Дартом Вейдером. Політичні та військові події Війн клонів черпають натхнення з реальних конфліктів та історичних подій, таких як перехід Римської республіки до Римської імперії та Перша і Друга світові війни.

## Концепція та розвиток
Перша згадка про Війни клонів була в третьому проєкті оригінального фільму, де згадується «щоденник Війн клонів» генерала Кенобі. Війни ще двічі коротко згадувалися в остаточній версії фільму, посилаючись на Обі-Вана Кенобі як на генерала, який служив батькові Леї Орґани Бейлу Орґані під час конфлікту. Розробляючи «Імперія завдає удару у відповідь» (1980), Лукас розглядав можливість представити персонажа-клона, який брав участь у Війнах клонів. Спочатку у першому проєкті фільму Лі Брекетт розглядала, що таким клоном стане Лендо Калріссіан, який був з планети клонів, які брали участь у Війні, і майже вимерли внаслідок неї. Боба Фетт також спочатку вважався представником групи ударних солдатів-клонів, майже знищеними джедаями під час Війн клонів. Однак ці концепції не були включені в остаточну версію фільму. Лукас уважніше ставився до деталей «Війн клонів», ніж до будь-якого іншого елементу зі всесвіту «Зоряних війн», навіть зробивши їх забороненими для ліцензованих продуктів і книг.
Лукас зазначив, що прихід до влади Палпатіна подібний до приходу Адольфа Гітлера у Третьому Рейху як канцлера Німеччини. Лукас також сказав, що одним із головних впливів на політичне тло Війн клонів, і всіх «Зоряних війн» була епоха війни у В'єтнамі та Вотергейтський скандал. У 2002 році Лукас сказав:
Усі демократії перетворюються на диктатуру, але не шляхом перевороту. Люди дають свою демократію диктатору, чи то Юлій Цезар, чи Наполеон, чи Гітлер. Зрештою, загальне населення підтримує цю ідею. Які речі штовхають людей та установи в цьому напрямку? Це питання, яке я досліджував: як Республіка перетворилася на Імперію? … Як хороша людина стає поганою, а як демократія стає диктатурою?
Армія клонів, яку показали в кінці «Атаки клонів», була найбільшою цифровою армією, яку коли-небудь створювали для фільмів на той момент. Лукас запропонував концепт-художникам, що «Помста ситхів» розпочнеться монтажем із семи битв на семи планетах. Потім Лукас радикально реорганізував сюжет, і замість того, щоб почати фільм з різних битв, Лукас вирішив зосередитися на Енакіні Скайвокері. Відсутність «семи битв на семи планетах» частково призвела до рішення Лукаса запустити телевізійний мультсеріал «Війни клонів». Лукас сказав, що мультсеріал міг би «краще» зобразити конфлікт.

## Зображення

### Фільми
Війни клонів вперше згадуються в «Новій надії», коли Обі-Ван пояснює Люку, що його батько брав участь в них, на що Люк висловлює сумнів. Пізніше Лея згадує у своєму повідомленні, що Обі-Ван служив її батькові, який пізніше буде ідентифікований як Бейл Орґана, у Війнах клонів.
«Атака клонів», події якої відбуваються на початку війн, починається зі зростання занепокоєння Галактичної Республіки з приводу виходу тисячі зоряних систем та приєднання їх до Конфедерації незалежних систем, яку очолює Граф Дуку. Канцлер Палпатін маніпулює Джар Джар Бінксом і рештою Галактичного Сенату, щоб надати йому надзвичайні повноваження. Розслідуючи дві спроби вбивства сенатора Падме Амідали, Обі-Ван Кенобі виявляє, що Дуку використовував ідентичність мертвого майстра-джедая, щоб таємно організувати створення величезної армії клонів від імені Республіки. Йода очолює армію клонів, щоб врятувати Обі-Вана, Падме та Енакіна Скайвокера від сепаратистів на Джеонозисі, там же відбувається перша битва Війни. На завершення битви Йода заявляє: «Клонів Війна розпочалася». У заключній сцені фільму Енакін і Падме таємно одружуються, порушуючи клятву Енакіна джедаїв.
У «Помсті ситхів» показано кінець трирічної Війни клонів, у яких солдати-клони та їхні генерали-джедаї воювали проти армії дроїдів сепаратистів. Після вбивства Дуку та порятунку Палпатіна від сепаратистів під час їхнього нападу на Корусант, Енакін дізнається, що Падме вагітна. Його турбують сни в яких вона помирає під час пологів, і Палпатін починає заманювати Енакіна на темну сторону Сили. Тим часом Йода вирушає до Кашиїку, щоб запобігти вторгненню сепаратистів, а Обі-Ван Кенобі вирушає на планету Утапау, де він вбиває генерала Грівуса. Енакін дізнається, що Палпатін лорд ситхів Дарт Сідіус, але він захищає його від Мейса Вінду, оскільки йому потрібні знання Палпатіна, щоб врятувати Падме. Після того, як Палпатін вбив Вінду, він дає нове ім'я Енакіну — Дарт Вейдер. Палпатін наказує клонам виконати наказ «66», і клони починають вбивати джедаїв по всій галактиці. Потім Палпатін відправляє Вейдера до Храму джедаїв разом із загоном клонів, щоб убити джедаїв та падаванів, які залишилися в храмі, перш ніж відправити Вейдера вбити лідерів сепаратистів на Мустафарі та деактивувати армію дроїдів. Після їхньої смерті Палпатін оголошує про припинення Війн клонів, і перетворення Республіки в Галактичну Імперію.

### Анімація

#### Війни клонів 2003
Анімаційний мультсеріал (2003—2005) зображує кілька битв Війни, а сам мультсеріал був створений, щоб викликати більший інтерес у наступного епізоду, який мав вийти в травні 2005 року. Також показано передісторія «Помсти ситхів», і, те як потрапив до полону Палпатін.
Після купівлі Діснеєм Lucasfilm оригінальний мультсеріал «Війни клонів» не вважається канонічним, оскільки 25 квітня 2014 року компанія оголосила, що всі існуючі роботи та продукти «Зоряних війн», за винятком оригінальної трилогії та трилогії приквелів, а також мультсеріалу та мультфільму «Війни клонів» 2008 року, тепер є частиною окремого Розширеного всесвіту Зоряних війн.

#### Війни клонів 2008
Через кілька років Лукас вирішив оновити серію Війн клонів, режисером якої став Дейв Філоні. Після кількох років виробництва нового телесеріалу Лукас вирішив випустити перші чотири епізоди як окремий фільм. Фільм, що вийшов 2008 року, представляє нового персонажа Асоку Тано, як учня Енакіна та показує республіку та сепаратистів, які борються та намагаються отримати дозвіл подорожувати територією Джабби Гатта.
Мультсеріал також розгортається на тлі Війн клонів, а фінал серіалу відбувається одночасно з кульмінацією «Помсти ситхів». У мультсеріалі детально показано те, як створюється армія клонів, і те, що кожен клон — це окремий персонаж. Також показано численні протистояння клонів з дроїдами, і взаємодію між солдатами-клонами та їхніми командирами-джедаями. Серіал показав те, що кожен клон має в своїй голові «чіп-інгібітор», який змушує його підкорятися наказам, і наказу «66» зокрема.

### Книги
У 2008 році Карен Тревісс проводить новелізацію Війни клонів. Тревісс та Карен Міллер створюють серію з п'яти романів, яку опубліковував «Del Rey Books» протягом 2008—2010 років. 2008 року Міллер написала «The Clone Wars: Wild Space», сюжет роману фокусується на Обі-Вані та Бейлу Орґані. У 2009 році Тревісс написав роман «The Clone Wars: No Prisoners», в якому йдеться про Асоку, яка тимчасово призначена до капітана Рекса. 2010 року Міллер написала ще дві частини «Clone Wars Gambit» з підзаголовком «Невидимість та облога», у якому йдеться про загрозу біологічної зброї з боку неймодійського генерала Лока Дурда.
«Dark Disciple» (2015) розповідає про Асажж Вентресс і Квінлана Воса з восьми незавершених епізодів «Війн клонів». «Catalyst: A Rogue One Novel» (2016) події відбуваються під час Війни клонів і наступних кількох років. «Thrawn: Alliances» (2018) містить спогади про останній рік війни з Енакіном, Падме та Трауном. Події майбутнього роману «Brotherhood» (2022) відбуватимуться під час Війн клонів, і зосереджені на Обі-Вані та Енакіні.

### Комікси
«Dark Horse Comics» опубліковували різні комікси, дії яких відбувалися протягом Війн клонів, багато з яких були зібрані в серії книжок з м'якою обкладинкою, і складаються з дев'яти томів. «Dark Horse» також опублікували десятитомну серію графічних новел під назвою «Clone Wars — Adventures» (2004—2007), використовуючи стиль 2D-мультсеріалу та зобразивши оригінальні історії. Серія коміксів, пов'язаних із 3D-мультсеріалом, що виходила з 2008 по 2010 рік, зібрали в трьох томах, і доповнили 11-томною серією графічних новел, що виходили з 2008 по 2013 рік.

### Відеоігри
LucasArts також випускав відеоігри, такі як «Republic Commando» і «The Clone Wars», які зображують війни клонів.

## Паралелі зі світовою історією
Існують порівняння між політичними аспектами Війн клонів і подіями, що передували Другій світовій війні. Стаття радіоведучого Клайда Льюїса про історичну схожість у «Зоряних війнах» стверджує, що тактика Палпатіна паралельна з тактикою Адольфа Гітлера. Обидва лідери використовували війни та цапів-відбувайлів, щоб маніпулювати емоційним станом суспільства, надаючи таким чином керівництву підтримку та владу. Інший письменник порівнює Війни клонів з Другою світовою війною загалом, ґрунтуючи свої аргументи на тому факті, що Лукас був з покоління бебі-бумерів, а темні часи, показані в оригінальній трилогії, конкурують з темною, невизначеною Холодною війною. Посилаючись на заяви Лукаса про те, що конфлікт у «Зоряних війнах» був натхненний культурним фоном Війни у В'єтнамі, журналіст Кріс Тейлор сказав, що Війни клонів є паралеллю Другої світової війни. Енн Ланкашир з Торонтського університету також вказує на подібну номенклатуру між Війнами клонів і Громадянською війною в США.
Деякі публікації порівнювали політичний контекст Війн клонів з Війною в Іраку. Стверджуючи, що галактика «Зоряних війн» під керівництвом оманливого Палпатіна паралельна з сучасними проблемами Сполучених Штатів. Редакція «Antiwar.com» стверджує, що «Зоряні війни» спочатку «встановлюють загальноприйняту передумову про те, що правильно скинути гнітливий уряд, перш ніж звернути увагу на щось більш незручне — що корупційна тиранія, про яку йдеться, є нашою власною». Крім того, у статті «Wiretap» стверджується, що «як і Палпатін, адміністрація Джорджа Буша змогла живитись страхами людей, щоб отримати більше влади». Лукас заявив, що війни в Іраку ще «не існувало», коли він розробляв «Війни клонів», але він бачив паралелі між війною у В'єтнамі, яка надихнула «Зоряні війни», і війною в Іраку. Продюсер «Зоряних війн» Рік МакКаллум підтвердив, що «Війни клонів» були розроблені до війни в Іраку, додавши, що Лукас «є продуктом В'єтнаму».

## Вплив і реакція критиків
Автор книги «Як Зоряні війни завоювали Всесвіт» (англ. How Star Wars Conquered the Universe) Кріс Тейлор називає Війни клонів «головною частиною історії Зоряних війн». Намагаючись зберегти свою лінійку іграшок «Зоряні війни» після «Повернення джедая» (1983), Кеннер розробив сюжет, який передбачатиме повернення «генетичного терориста» у вигнанні та його воїнів-клонів.
Тімоті Зан сказав, що несподівана поява клонів у боротьбі за «хороших хлопців» в «Атаці клонів» — попри багаторічні припущення фанатів про те, що клони були силою вторгнення — була «дивовижно сліпою». Після перегляду телевізійного шоу «CGI Clone Wars» Зан був вдячний за те, що Lucasfilm відхилив його початковий проєкт «Спадкоємця Імперії» (англ. Heir to the Empire), у якому був божевільний клон Обі-Вана, створений під час війни.

## Згадки про Війни клонів

### Фільми
- Зоряні війни: Атака клонів (перший показ)
- Зоряні війни: Помста ситхів
- Бунтар Один. Зоряні Війни. Історія (тільки спогади)
- Зоряні війни: Нова надія (тільки спогади)
- Зоряні війни: Останні джедаї (тільки спогади)

### Анімація
- Зоряні війни: Війни клонів (мультсеріал, 2003)
- Зоряні війни: Війни клонів (мультфільм)
- Зоряні війни: Війни клонів (мультсеріал, 2008)
- Зоряні війни: Бракована партія
- Зоряні війни: Повстанці (тільки спогади)

## Відеоігри
- Star Wars: Galactic Battlegrounds (аддон «Clone Campaigns»)
- Star Wars: The Clone Wars – Republic Heroes
- Star Wars: Battlefront
- Star Wars: Battlefront II (відеогра, 2005)
- Star Wars: Republic Commando
- Star Wars: Empire at War: Forces of Corruption (мод «Republic at War»)